# اکسید سزیم
اکسید سزیم (نام IUPAC)، ترکیب معدنی متشکل از سزیم و اکسیژن است. چندین اکسید دوتایی (که فقط حاوی Cs و O) سزیم هستند شناخته شده‌است.
اکسید سزیم ممکن است به موارد زیر اشاره داشته باشد:
- ساب اکسیدهای سزیم (Cs 7 O، Cs 4 O و Cs 11 O 3 )
- مونوکسید سزیم (Cs 2 O، رایج ترین اکسید)
- پراکسید سزیم (Cs 2 O 2 )
- سزیوم سیسکویاکسید (Cs 2 O 3 )
- سوپراکسید سزیم (CsO 2 )
- ازونید سزیم (CsO 3 )